# Constant Lestienne
Constant Lestienne (* 23. května 1992 Amiens) je francouzský profesionální tenista. Ve své dosavadní kariéře na okruhu ATP Tour nevyhrál žádný turnaj. Na challengerech ATP a okruhu ITF získal jedenáct titulů ve dvouhře a tři ve čtyřhře.
Na žebříčku ATP byl ve dvouhře nejvýše klasifikován v únoru 2023 na 48. místě a ve čtyřhře v červnu téhož roku na 250. místě.

## Tenisová kariéra
V hlavní soutěži okruhu ATP Tour debutoval dubnovým Estoril Open 2015 po výhře v kvalifikačním kole nad Portugalcem Pedrem Sousou. Na úvod dvouhry podlehl Španělovi Pablu Carreñovi Bustovi ze sedmé desítky žebříčku. První vítězný zápas si připsal na montpellierském Moselle Open 2018, kde po průchodu kvalifikací vyřadil v singlové soutěži Estonce Jürgena Zoppa z druhé světové stovky. Jeho cestu turnajem poté ukončil čtvrtý nasazený krajan Richard Gasquet, figurující na dvacátém pátém místě klasifikace.
Do premiérového čtvrtfinále postoupil na San Diego Open 2022, v němž jej vyřadila britská turnajová jednička Daniel Evans. Kariérní maximum posunul semifinálovou účastí na zářijovém Tel Aviv Watergen Open 2022 po výhře nad třicátým čtvrtým hráčem světa Maximem Cressym ze Spojených států. Dosáhl tak premiérové výhry nad členem z elitní padesátky. Do souboje o titul jej však nepustil Chorvat Marin Čilić z první dvacítky klasifikace. Druhé semifinále si zahrál na lednovém ASB Classic 2023 v Aucklandu, ale před duelem s Gasquetem odstoupil pro zranění ramena. Navazující týden debutoval v grandslamové dvouhře, když si zajistil přímou čast na Australian Open 2023. V předchozích dvaceti jedna kvalifikacích grandslamu od French Open 2015 neuspěl. Do čtyřhry Roland Garros nastoupil poprvé již v roce 2017. Do melburnského singlu 2023 vstoupil vítězstvím nad sedmdesátým sedmým hráčem žebříčku Thiagem Monteirem z Brazílie, než jej ve druhé fázi zastavila britská světová dvanáctka Cameron Norrie. Bodový zisk jej na počátku února 2023 poprvé posunul do elitní padesátky žebříčku ATP, na 48. pozici.
Do dvouhry únorového Qatar ExxonMobil Open 2023 vstoupil porážkou od sedmého nasazeného Španěla Alejandra Davidoviche Fokiny. V katarské čtyřhře si však v páru s Nizozemcem Boticem van de Zandschulpem zahrál první finále na túře ATP. Odešli z něj poraženi od Inda Rohana Bopanny a Australana Matthewa Ebdena. V sérii Masters odehrál první dva turnaje na BNP Paribas Open 2023 v Indian Wells a Internazionali BNL d'Italia 2023 v Římě. V obou soutěžích skrečoval zápasy v průběhu úvodního kola.

## Sázkařská aféra
Mezinárodní tenisová federace mu v září 2016 udělila sedmiměsíční zákaz startu na okruzích a penalizovala jej pokutou 10 tisíc dolarů za sázení na zápasy. Jednotka pro bezúhonnost tenisu (TIU) ve spolupráci s francouzským regulátorem internetového hazardu ARJEL prokázaly 220 Lestiennových sázek na tenisová utkání mezi únorem 2012 a červnem 2015. Žádná ze sázek se však přímo netýkala jeho zápasů. Pro spolupráci tenisty s TIU došlo ke snížení délky trestu i výše pokuty na polovinu. Na okruh ITF se vrátil během ledna 2017 jedním turnajem ve francouzském Bagnoles-de-l'Orne, kde skončil jako poražený finalista. Okruhy organizované ATP začal hrát v dubnu téhož roku.
Odhalení aféry se uskutečnilo před rozehráním French Open 2016. V jejím důsledku mu francouzští pořadatelé odebrali divokou kartu do pařížské dvouhry. V grandslamovém singlu pak debutoval až na Australian Open 2023. 

## Finále na okruhu ATP Tour

### Čtyřhra: 1 (0–1)
| Legenda                   |
| ------------------------- |
| Grand Slam (0)            |
| Turnaj mistrů (0)         |
| ATP Tour Masters 1000 (0) |
| ATP Tour 500 (0)          |
| ATP Tour 250 (0–1)        |

| Stav      | č. | datum     | turnaj       | povrch | spoluhráč               | soupeři ve finále           | výsledek              |
| --------- | -- | --------- | ------------ | ------ | ----------------------- | --------------------------- | --------------------- |
| Finalista | 1. | únor 2023 | Dauhá, Katar | tvrdý  | Botic van de Zandschulp | Rohan Bopanna Matthew Ebden | 7–6(7–5), 4–6, [6–10] |

## Tituly na challengerech ATP a okruhu ITF
| Legenda                  |
| ------------------------ |
| D – dvouhra; Č – čtyřhra |
| Challengery (6 D; 0 Č)   |
| ITF (5 D; 3 Č)           |

### Dvouhra (11 titulů)
| Č.  | datum         | turnaj                | povrch    | poražený finalista  | výsledek           |
| --- | ------------- | --------------------- | --------- | ------------------- | ------------------ |
| 1.  | srpen 2014    | Ostende, Belgie       | antuka    | Alexandre Sidorenko | 6–4, 6–2           |
| 2.  | srpen 2015    | Rotterdam, Nizozemsko | antuka    | Alexej Vatutin      | 6–0, 6–4           |
| 3.  | leden 2016    | Bressuire, Francie    | tvrdý (h) | Hugo Nys            | 6–7(4–7), 6–1, 6–4 |
| 4.  | květen 2016   | Ostrava, Česko        | antuka    | Zdeněk Kolář        | 6–7(5–7), 6–1, 6–2 |
| 5.  | červen 2017   | Gyula, Maďarsko       | antuka    | Facundo Mena        | 7–5, 6–4           |
| 6.  | prosinec 2017 | Praha, Česko          | tvrdý (h) | Petr Michnev        | 6–3, 6–3           |
| 7.  | srpen 2018    | Portorož, Slovinsko   | tvrdý     | Andrea Arnaboldi    | 6–2, 6–1           |
| 8.  | říjen 2021    | Alicante, Španělsko   | tvrdý     | Hugo Grenier        | 6–4, 6–3           |
| 9.  | červenec 2022 | Malaga, Španělsko     | tvrdý     | Emilio Gomez        | 6-3, 5–7, 6-2      |
| 10. | červenec 2022 | Pozoblanco, Španělsko | tvrdý     | Grégoire Barrère    | 6–0, 7–6(7–)       |
| 11. | srpen 2022    | Vancouver, Kanada     | tvrdý     | Arthur Rinderknech  | 6–0, 4–6, 6–3      |

### Čtyřhra (3 tituly)
| Č. | datum            | turnaj                      | povrch     | spoluhráč       | poražení finalisté           | výsledek         |
| -- | ---------------- | --------------------------- | ---------- | --------------- | ---------------------------- | ---------------- |
| 1. | 29. června 2014  | Toulon, Francie             | antuka     | Yanais Laurent  | Federico Coria Dante Gennaro | 3–6, 6–3, [10–4] |
| 2. | 6. července 2014 | Montauban, Francie          | antuka     | Yanais Laurent  | Remy Chala Valentin Masse    | 6–1, 6–3         |
| 3. | 15. ledna 2017   | Bagnoles-de-l'Orne, Francie | antuka (h) | Alexis Musialek | Grégoire Jacq Hugo Nys       | 3–6, 7–5, [10–8] |